# Article 65 de la Constitution belge
L'article 65 de la Constitution belge fait partie du titre III Des pouvoirs. Il traite du cycle électoral de la Chambre des représentants.
Il date du 7 février 1831 et était à l'origine — sous l'ancienne numérotation — l'article 51. Il a été révisé en 1921 et le 6 janvier 2014.

## Texte
« Les membres de la Chambre des représentants sont élus pour cinq ans. 
 La Chambre est renouvelée intégralement tous les cinq ans. 
 Les élections pour la Chambre ont lieu le même jour que les élections pour le Parlement européen. 
 Disposition transitoire 
 Une loi, adoptée à la majorité prévue à l'article 4, dernier alinéa, détermine, après les élections pour le Parlement européen de 2014, la date d'entrée en vigueur de l'alinéa 3. Cette date correspond à la date d'entrée en vigueur de l'article 46, alinéa 6, et de l'article 118, § 2, alinéa 4. 
 En tout état de cause, des élections législatives fédérales se tiendront le même jour que les premières élections pour le Parlement européen suivant la publication de la présente révision au Moniteur belge. »

## Histoire
À l'origine et jusqu'en 1921, les députés étaient élus pour une période de quatre ans. La Chambre était renouvelée par moitié tous les deux ans sauf en cas de dissolution où la Chambre était intégralement renouvelée.
Entre 1921 et 2014, le cycle électoral est maintenu à quatre ans mais le renouvellement se fait de manière intégrale.
À l'occasion de la sixième réforme de l'État, le mandat des députés fédéraux est porté à 5 ans.